# Girmont
Pour l’article homonyme, voir Girmont-Val-d'Ajol.
Girmont  est une ancienne commune française située dans le département des Vosges, en région Grand Est, devenue, le 1er janvier 2016, une commune déléguée de la commune nouvelle de Thaon-les-Vosges.
Ses habitants sont appelés les Girmontais .
Par arrêté préfectoral du 24 décembre 2015, la commune nouvelle de Capavenir Vosges est créée par la fusion de Oncourt, Girmont et Thaon-les-Vosges, conformément aux délibérations des conseils municipaux, respectivement, du 14, 10 et 23 décembre 2015. Son siège est fixé à la mairie de Thaon-les-Vosges. Fin 2021, la commune nouvelle est renommée Thaon-les-Vosges.

## Géographie
Girmont est située à 2 km de Thaon-les-Vosges - lui faisant face sur la rive droite de la Moselle -  à 15 km d'Épinal et à 62 km de Nancy.

## Toponymie
Vers l'an 1000, Girmont s'appelait Goerici-Mont ou « montagne de Goery », puis le nom de la localité est attesté sous les formes Les granges de Girmont (1590) ; Le Girmont (1656) ; Le Giremont (1749) ; Le Girmont d’Amont, Girmont d’Aval (1711).

Son nom serait un hagiotoponyme caché qui ferait à  référence à Goëri ou Goëry (en latin : Goericus), un évêque de Metz qui a régné de 629 à 647, ses reliques ont été transférées à Épinal (Spinalium) pour consacrer une église fondée sur un sanctuaire abbatial qui lui est dédié dès le Xe siècle.

## Histoire

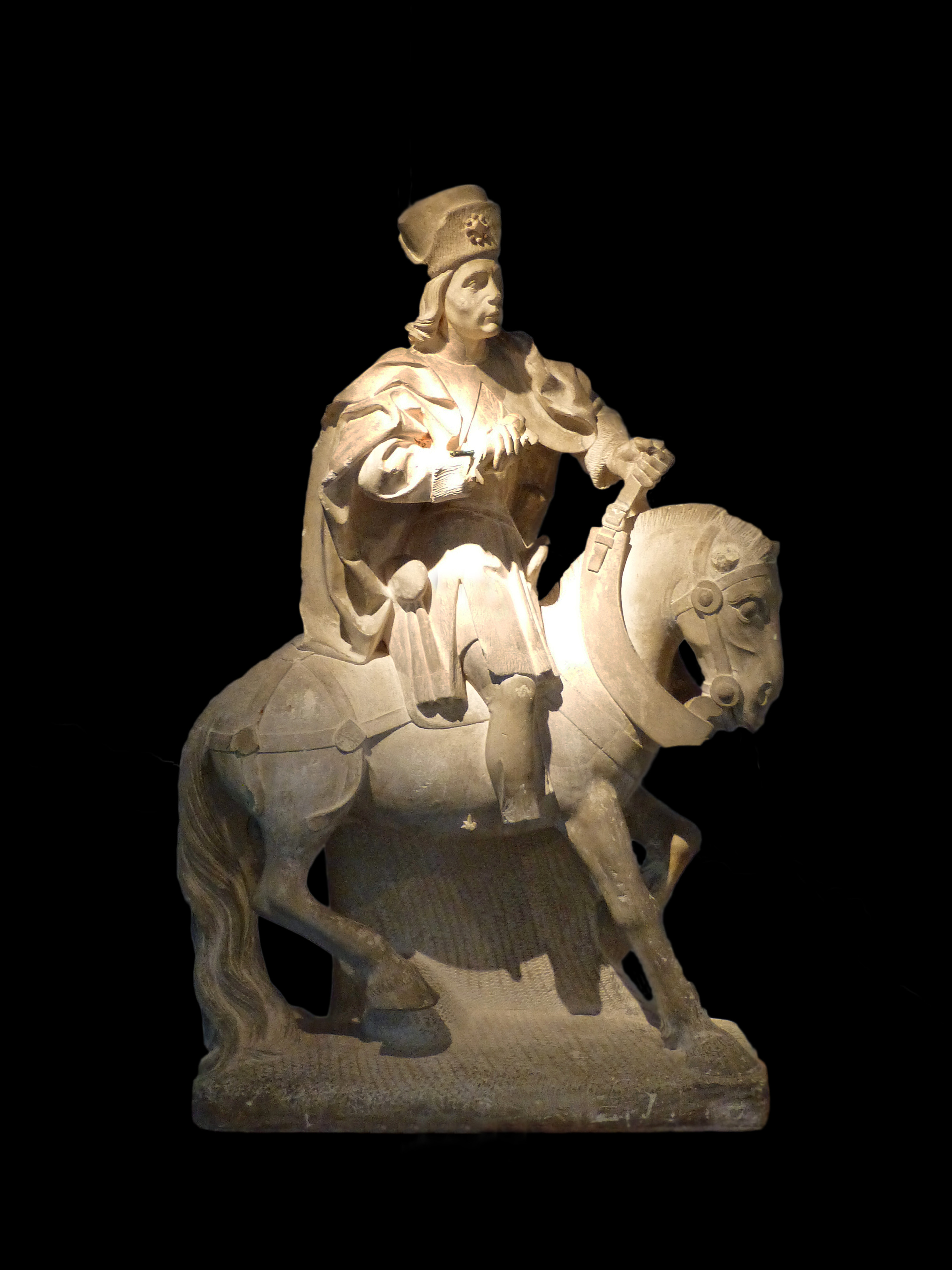
Un seigneur à cheval, XVe siècle, en provenance de l'église de Girmont.

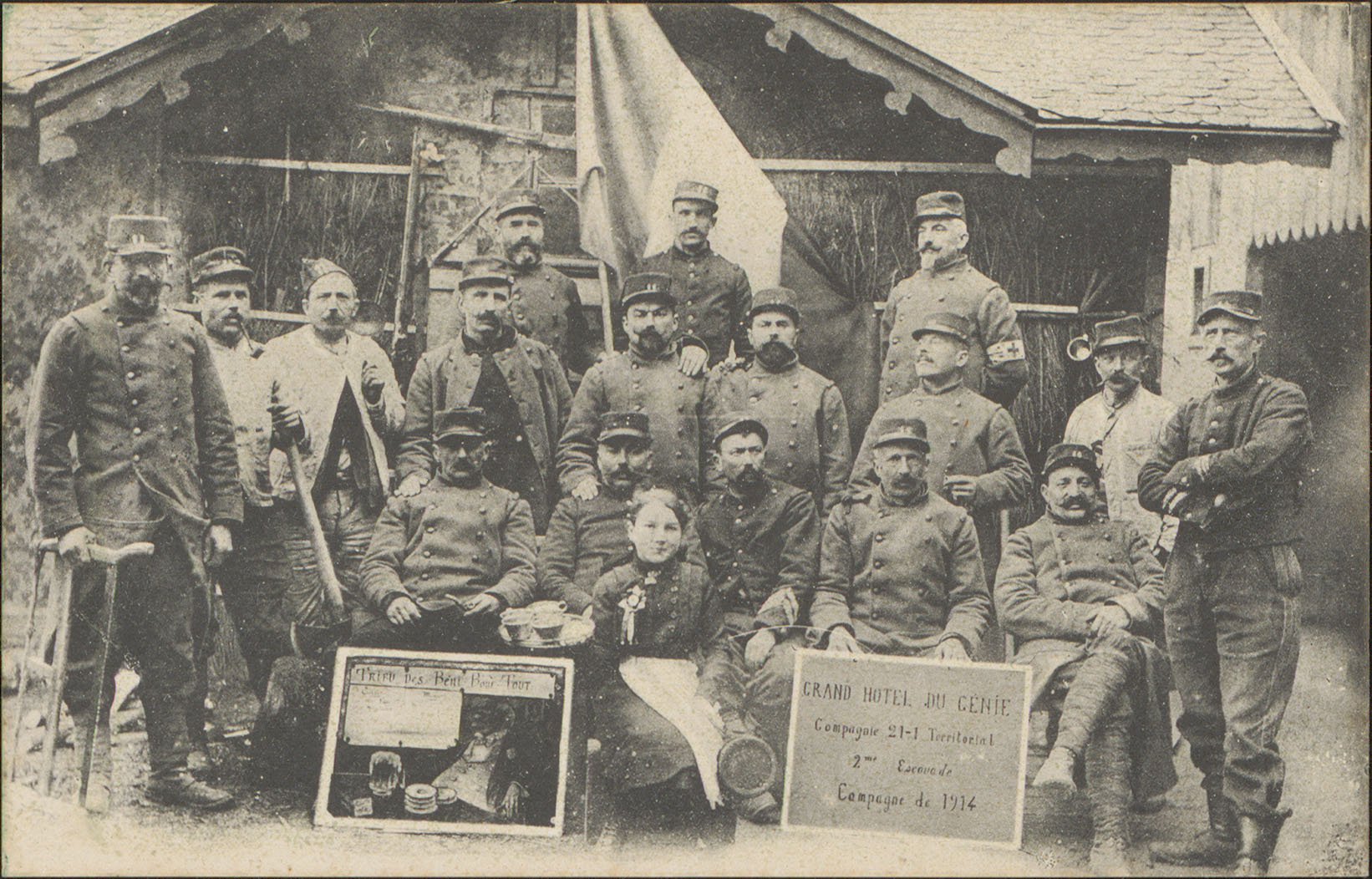
Groupe de soldats réunis derrière le café Thiriot pendant la campagne de 1914.

Vers l'an 1000, Girmont s'appelait Goerici-Mont ou montagne de Goery. La voie Mortagne - Girmont y franchissait probablement la Moselle sur un pont.
La commune était très certainement traversée par la voie romaine Essey-la-Côte - Portieux et la voie Valois - Girmont.
Une occupation antérieure est attestée par la découverte en 1853 de deux bracelets en bronze du Hallstatt et de la Tène, lors de la destruction d'un tumulus protohistorique au cours de travaux de voirie; ces deux bracelets ont été donnés au Musée d'Epinal (Registre d'entrée M.D.V., D, IV, S.D. 180 ; no 140 et 283 ; no 139 ).
Une porte romaine découverte dans le lit de la Moselle lors de la sécheresse de 1831, des débris de tegulae et de briques, des pilotis d'un ancien pont romain ont amené les archéologues à émettre l'hypothèse de l'existence d'un camp romain destiné à surveiller la Moselle.

## Politique et administration

### Budget et fiscalité 2014
En 2014, le budget de la commune était constitué ainsi :
- total des produits de fonctionnement : 661 000 €, soit 650 € par habitant ;
- total des charges de fonctionnement : 669 000 €, soit 659 € par habitant ;
- total des ressources d’investissement : 149 000 €, soit 146 € par habitant ;
- total des emplois d’investissement : 98 000 €, soit 96 € par habitant ;
- endettement : 446 000 €, soit 439 € par habitant.

Avec les taux de fiscalité suivants :
- taxe d’habitation : 12,75 % ;
- taxe foncière sur les propriétés bâties : 12,27 % ;
- taxe foncière sur les propriétés non bâties : 21,60 % ;
- taxe additionnelle à la taxe foncière sur les propriétés non bâties : 0,00 % ;
- cotisation foncière des entreprises : 0,00 %.

### Liste des maires
| Période                                  | Période                         | Identité       | Étiquette | Qualité |
| ---------------------------------------- | ------------------------------- | -------------- | --------- | ------- |
| Les données manquantes sont à compléter. |                                 |                |           |         |
|                                          | juin 1995                       | Jean Hauer     |           |         |
| juin 1995                                | mars 2008                       | Fred Pautel    |           |         |
| mars 2008                                | En cours (au 10 septembre 2019) | Michel Balland |           |         |

## Population et société

### Démographie
L'évolution du nombre d'habitants est connue à travers les recensements de la population effectués dans la commune depuis 1793. À partir du 1er janvier 2009, les populations légales des communes sont publiées annuellement dans le cadre d'un recensement qui repose désormais sur une collecte d'information annuelle, concernant successivement tous les territoires communaux au cours d'une période de cinq ans. 
Pour les communes de moins de 10 000 habitants, une enquête de recensement portant sur toute la population est réalisée tous les cinq ans, les populations légales des années intermédiaires étant quant à elles estimées par interpolation ou extrapolation. Pour la commune, le premier recensement exhaustif entrant dans le cadre du nouveau dispositif a été réalisé en 2006,.
En 2013, la commune comptait 993 habitants, en évolution de +4,75 % par rapport à 2008 (Vosges : −1,74 %, France hors Mayotte : +2,49 %).
| 1793 | 1800 | 1806 | 1821 | 1831 | 1836 | 1841 | 1846 | 1856 |
| ---- | ---- | ---- | ---- | ---- | ---- | ---- | ---- | ---- |
| 409  | 428  | 480  | 465  | 482  | 494  | 473  | 483  | 468  |

| 1861 | 1866 | 1876 | 1881 | 1886 | 1891 | 1896 | 1901 | 1906 |
| ---- | ---- | ---- | ---- | ---- | ---- | ---- | ---- | ---- |
| 423  | 418  | 427  | 462  | 471  | 516  | 549  | 600  | 638  |

| 1911 | 1921 | 1926 | 1931 | 1936 | 1946 | 1954 | 1962 | 1968 |
| ---- | ---- | ---- | ---- | ---- | ---- | ---- | ---- | ---- |
| 713  | 699  | 655  | 643  | 636  | 571  | 635  | 637  | 642  |

| 1975 | 1982 | 1990  | 1999 | 2006 | 2011 | 2013 | - | - |
| ---- | ---- | ----- | ---- | ---- | ---- | ---- | - | - |
| 791  | 901  | 1 032 | 952  | 940  | 982  | 993  | - | - |

## Économie
Le village souffre de désertification, il n'y a plus de commerces de proximité ; le pôle commercial le plus proche est à Thaon-les-Vosges. Comme le révèle l'évolution démographique, Girmont est devenue une cité-dortoir de l'agglomération spinalienne.

## Culture locale et patrimoine

### Lieux et monuments
L'église gothique de la nativité de Notre-Dame, du XVIe siècle est inscrite au titre des monuments historiques par arrêté du 10 novembre 1925. Son orgue est construit par Jacquot Lavergne en 1948 et transformé par Gonzalez en 1974,,.

### Personnalités liées à la commune
- Nacer Bouhanni, cycliste, champion de France 2012 sur route.

### Héraldique
| Blason | Blasonnement : Coupé : - au I : d'azur, à une couronne soutenue de la croix à huit pointes des chanoinesses d'Épinal, le tout d'or ; - au II : parti d'or, à la bande de gueules chargée de trois alérions d'argent, et d'argent à la croix de Malte de gueules. Commentaires : La croix à huit pointes est l’attribut des chanoinesses de Saint Goëric. Le blason lorrain rappelle l’origine de la commune et la croix de Malte est celle des chevaliers qui s’installèrent au lieudit les Templiers. |

## Pour approfondir